# ماكسويل تيلدن ماسترز
ماكسويل تيلدن ماسترز (1833-1907) (بالإنجليزية: Maxwell Tylden Masters)‏ هو عالم نبات بريطاني.